# Salad of a Thousand Delights
Salad of a Thousand Delights è un home video dei Melvins, pubblicato nel 1992 dalla Box Dog Video. Nel 2003 venne pubblicata la versione DVD. La registrazione del concerto è stata eseguita al North Shore Surf Club di Olympia, Washington, il 16 maggio del 1991.

## Tracce
1. Antitoxidote
2. Euthanasia
3. Zodiac
4. Oven
5. If I Had An Exorcism
6. Boris
7. Kool Legged
8. Wispy
9. It's Shoved
10. Anaconda
11. We Reach
12. Hog Leg

## DVD extra
- Antitoxidote (Alternative Perspective) (16 maggio 1991)
- Melvins al Off The Ramp a Seattle, Washington, 1991 (Oven, If I Had An Exorcism, Boris e Kool Legged)
- Live in the Studio, circa 1984 (Matt-Alec)

## Formazione
- Buzz Osborne - voce, chitarra
- Joe Preston - basso, cori
- Dale Crover - batteria, cori

Altri musicisti
- Matt Lukin - basso in Matt-Alec

Tecnici
- Jo Smitty - editing, produttore esecutivo
- Paul Uusitalo -  cameraman, ingegnere del suono, editing, produttore esecutivo
- Bob Basanich - cameramen
- Craig Joyce - cameraman
- RE. Bassanova - Shaman Box
- Todd Morey - grafico di copertina
- Greg Babar (alias Babar the Elephant) - ingegnere del suono